# Zoo TV Tour
Zoo TV Tour var den irländska rockgruppen U2:s sjunde turné, genomförd 1992–1993.

## Spelningar
- 1992-02-29 Lakeland, FL, USA, Civic Center
- 1992-03-01 Miami, FL, USA, Miami Arena
- 1992-03-03 Charlotte, NC, USA, Charlotte Coliseum
- 1992-03-05 Atlanta, GA, USA, The Omni
- 1992-03-07 Hampton, VA, USA, Hampton Coliseum
- 1992-03-09 Uniondale, NY, USA, Nassau Veterans Memorial Coliseum
- 1992-03-10 Philadelphia, PA, USA, The Spectrum
- 1992-03-12 Hartford, CT, USA, Civic Center
- 1992-03-13 Worcester, MA, USA, The Centrum
- 1992-03-15 Providence, RI, USA, Civic Center
- 1992-03-17 Boston, MA, USA, Boston Garden
- 1992-03-18 East Rutherford, NJ, USA, Brendan Byrne Arena (Meadowlands Arena)
- 1992-03-20 New York, NY, USA, Madison Square Garden
- 1992-03-21 Albany, NY, USA, Knickerbocker Arena
- 1992-03-23 Montreal, Kanada, The Forum
- 1992-03-24 Toronto, Kanada, Maple Leaf Gardens
- 1992-03-26 Cleveland, OH, USA, Richfield Coliseum
- 1992-03-27 Detroit, MI, USA, Palace of Auburn Hills
- 1992-03-30 Minneapolis, MN, USA, Target Center
- 1992-03-31 Chicago, IL, USA, Rosemount Horizon
- 1992-04-05 Dallas, TX, USA, Reunion Arena
- 1992-04-06 Houston, TX, USA, The Summit
- 1992-04-07 Austin, TX, USA, Frank Erwin Center (University Of Texas)
- 1992-04-10 Tempe, AZ, USA, Activity Center (Arizona State University)
- 1992-04-12 Los Angeles, CA, USA, Los Angeles Memorial Sports Arena
- 1992-04-13 Los Angeles, CA, USA, Los Angeles Memorial Sports Arena
- 1992-04-15 San Diego, CA, USA, San Diego Sports Arena
- 1992-04-17 Sacramento, CA, USA, Arco Arena
- 1992-04-18 Oakland, CA, USA, Oakland Coliseum Arena
- 1992-04-20 Tacoma, WA, USA, Tacoma Dome
- 1992-04-21 Tacoma, WA, USA, Tacoma Dome
- 1992-04-23 Vancouver, Kanada, Pacific National Exhibition Coliseum

- 1992-05-07 Paris, Frankrike, Palais Omnisports de Paris-Bercy
- 1992-05-09 Gent, Belgien, Flanders Expo Hal
- 1992-05-11 Lyon, Frankrike, Espace Tony Garnier
- 1992-05-12 Lausanne, Schweiz, Patinoire de Malley
- 1992-05-14 San Sebastian, Spanien, Velodromo Anoeta
- 1992-05-16 Barcelona, Spanien, Palau Sant Jordi
- 1992-05-18 Barcelona, Spanien, Palau Sant Jordi
- 1992-05-21 Milano, Italien, Forum di Assago
- 1992-05-22 Milano, Italien, Forum di Assago
- 1992-05-24 Wien, Österrike, Donauinsel
- 1992-05-25 München, Tyskland, Olympiahalle
- 1992-05-27 Zürich, Schweiz, Hallenstadion
- 1992-05-29 Frankfurt, Tyskland, Festhalle
- 1992-05-31 London, England, Earl's Court
- 1992-06-01 Birmingham, England, NEC Arena
- 1992-06-04 Dortmund, Tyskland, Westfalenhalle
- 1992-06-05 Dortmund, Tyskland, Westfalenhalle
- 1992-06-08 Göteborg, Sverige, Scandinavium
- 1992-06-10 Stockholm, Sverige, Globen
- 1992-06-11 Stockholm, Sverige, Globen
- 1992-06-13 Kiel, Tyskland, Ostseehalle
- 1992-06-15 Rotterdam, Nederländerna, Sportpaleis Ahoy
- 1992-06-17 Sheffield, England, Sheffield Arena
- 1992-06-18 Glasgow, Skottland, SECC Arena
- 1992-06-19 Manchester, England, G-Mex Centre

- 1992-08-07 Hershey, PA, USA, Hershey Park Stadium
- 1992-08-12 East Rutherford, NJ, USA, Giants Stadium
- 1992-08-13 East Rutherford, NJ, USA, Giants Stadium
- 1992-08-15 Washington, DC, USA, Robert F. Kennedy Stadium
- 1992-08-16 Washington, DC, USA, Robert F. Kennedy Stadium
- 1992-08-18 Saratoga Springs, NY, USA, Saratoga Raceway
- 1992-08-20 Foxboro, MA, USA, Foxboro Stadium
- 1992-08-22 Foxboro, MA, USA, Foxboro Stadium
- 1992-08-23 Foxboro, MA, USA, Foxboro Stadium
- 1992-08-25 Pittsburgh, PA, USA, Three Rivers Stadium
- 1992-08-27 Montreal, Kanada, Stade Olympique
- 1992-08-29 New York, NY, USA, Yankee Stadium
- 1992-08-30 New York, NY, USA, Yankee Stadium
- 1992-09-02 Philadelphia, PA, USA, Veterans Stadium
- 1992-09-03 Philadelphia, PA, USA, Veterans Stadium
- 1992-09-05 Toronto, Kanada, Canadian National Exhibition Centre
- 1992-09-06 Toronto, Kanada, Canadian National Exhibition Centre
- 1992-09-09 Pontiac, MI, USA, Pontiac Silverdome
- 1992-09-11 Ames, IA, USA, Cyclone Stadium
- 1992-09-13 Madision, WI, USA, Camp Randall Stadium
- 1992-09-15 Chicago, IL, USA, World Music Amphitheater
- 1992-09-16 Chicago, IL, USA, World Music Amphitheater
- 1992-09-18 Chicago, IL, USA, World Music Amphitheater
- 1992-09-20 St Louis, MO, USA, Busch Memorial Stadium
- 1992-09-23 Columbia, SC, USA, Williams Brice Stadium
- 1992-09-25 Atlanta, GA, USA, Georgia Dome
- 1992-10-03 Miami, FL, USA, Joe Robbie Stadium
- 1992-10-07 Birmingham, AL, USA, Legion Field
- 1992-10-10 Tampa, FL, USA, Tampa Stadium
- 1992-10-14 Houston, TX, USA, Astrodome
- 1992-10-16 Dallas, TX, USA, Texas Stadium
- 1992-10-18 Kansas City, MO, USA, Arrowhead Stadium
- 1992-10-21 Denver, CO, USA, Mile High Stadium
- 1992-10-24 Tempe, AZ, USA, Sun Devil Stadium (Arizona State University)
- 1992-10-27 El Paso, TX, USA, Texas Sun Bowl
- 1992-10-30 Los Angeles, CA, USA, Dodger Stadium
- 1992-10-31 Los Angeles, CA, USA, Dodger Stadium
- 1992-11-03 Vancouver, Kanada, BC Place Stadium
- 1992-11-04 Vancouver, Kanada, BC Place Stadium
- 1992-11-07 Oakland, CA, USA, Oakland Coliseum Stadium
- 1992-11-10 San Diego, CA, USA, Jack Murphy Stadium
- 1992-11-12 Las Vegas, NV, USA, Sam Boyd Stadium
- 1992-11-14 Anaheim, CA, USA, Anaheim Stadium
- 1992-11-21 Mexico City, Mexiko, Palacio De Los Deportes
- 1992-11-22 Mexico City, Mexiko, Palacio De Los Deportes
- 1992-11-24 Mexico City, Mexiko, Palacio De Los Deportes
- 1992-11-25 Mexico City, Mexiko, Palacio De Los Deportes

- 1993-05-09 Rotterdam, Nederländerna, Feyenoord Stadium (De Kuip)
- 1993-05-10 Rotterdam, Nederländerna, Feyenoord Stadium (De Kuip)
- 1993-05-11 Rotterdam, Nederländerna, Feyenoord Stadium (De Kuip)
- 1993-05-15 Lissabon, Portugal, Estádio José de Alvalade
- 1993-05-19 Oviedo, Spanien, Estadio Carlos Tartiere
- 1993-05-22 Madrid, Spanien, Estadio Vicente Calderón
- 1993-05-26 Nantes, Frankrike, Stade de la Beaujoire
- 1993-05-29 Werchter, Belgien, Festival Grounds
- 1993-06-02 Frankfurt, Tyskland, Waldstadion
- 1993-06-04 München, Tyskland, Olympiastadion
- 1993-06-06 Stuttgart, Tyskland, Cannstatter Wasen
- 1993-06-09 Bremen, Tyskland, Weserstadion
- 1993-06-12 Köln, Tyskland, Müngersdorfstadion
- 1993-06-15 Berlin, Tyskland, Olympiastadion
- 1993-06-18 Wrocław, Polen, Hala Stulecia
- 1993-06-19 Ostrava, Tjeckien, ČEZ Aréna
- 1993-06-23 Strasbourg, Frankrike, Stade de la Meinau
- 1993-06-26 Paris, Frankrike, Hippodrome de Vincennes
- 1993-06-28 Lausanne, Schweiz, Stade de la Pontaise
- 1993-06-30 Basel, Schweiz, St. Jakob's Stadion
- 1993-07-02 Verona, Italien, Stadio Bentegodi
- 1993-07-03 Verona, Italien, Stadio Bentegodi
- 1993-07-06 Rom, Italien, Stadio Flaminio
- 1993-07-07 Rom, Italien, Stadio Flaminio
- 1993-07-09 Neapel, Italien, Stadio San Paulo
- 1993-07-12 Turin, Italien, Stadio Delle Alpi
- 1993-07-14 Marseille, Frankrike, Stade Vélodrome
- 1993-07-17 Bologna, Italien, Stadio Comunale
- 1993-07-18 Bologna, Italien, Stadio Comunale
- 1993-07-23 Budapest, Ungern, Népstadion
- 1993-07-27 Köpenhamn, Danmark, Gentofte Stadion
- 1993-07-29 Oslo, Norge, Valle Hovin
- 1993-07-31 Stockholm, Sverige, Stockholms stadion
- 1993-08-03 Nijmegen, Nederländerna, Goffertpark
- 1993-08-07 Glasgow, Skottland, Celtic Park
- 1993-08-08 Glasgow, Skottland, Celtic Park
- 1993-08-11 London, England, Wembley Stadium
- 1993-08-12 London, England, Wembley Stadium
- 1993-08-14 Leeds, England, Roundhay Park
- 1993-08-18 Cardiff, Wales, Arms Park
- 1993-08-20 London, England, Wembley Stadium
- 1993-08-21 London, England, Wembley Stadium
- 1993-08-24 Cork, Irland, Pairc Ui Chaoimh
- 1993-08-27 Dublin, Irland, RDS Arena
- 1993-08-28 Dublin, Irland, RDS Arena

- 1993-11-12 Melbourne, Australien, Cricket Ground
- 1993-11-13 Melbourne, Australien, Cricket Ground
- 1993-11-16 Adelaide, Australien, Football Park
- 1993-11-20 Brisbane, Australien, ANZ Stadium
- 1993-11-26 Sydney, Australien, Sydney Football Stadium
- 1993-11-27 Sydney, Australien, Sydney Football Stadium
- 1993-12-01 Christchurch, Nya Zeeland, Lancaster Park
- 1993-12-04 Auckland, Nya Zeeland, Western Springs Stadium
- 1993-12-09 Tokyo, Japan, Tokyo Dome (Big Egg)
- 1993-12-10 Tokyo, Japan, Tokyo Dome (Big Egg)

## Låtar som spelades
De mest spelade låtarna under ZOO TV Tour :
- Pride (In The Name of Love) 159 gånger
- Where the Streets Have No Name 158 gånger
- One 158
- Bullet The Blue Sky 158
- Zoo Station 158
- Running To Stand Still 158
- Mysterious Ways 158
- The Fly 158
- Even Better Than The Real Thing 158
- Until The End Of The World 157
- Love Is Blindness 154
- With or Without You 153
- Angel Of Harlem 152
- Satellite Of Love 145
- Desire 141